# Pierre Cuypers
Pierre Cuypers (właściwie Petrus Josephus Hubertus (Pierre) Cuypers, ur. 16 maja 1827 w Roermond, zm. 3 marca 1921 tamże) – holenderski architekt znany zwłaszcza z zaprojektowania dworca centralnego w Amsterdamie (1881–1889) i Rijksmuseum (1876–1885). Zaprojektował także ponad 70 kościołów (np. bazylika św. Bawona w Haarlemie, bazylika św. Agaty i św. Barbary w Oudenbosch, kościół św. Jakuba Większego w Bocholtz) w Holandii. Do najbardziej znamiennych jego projektów należy przebudowa Ridderzaal w Hadze w roku 1904 i zaprojektowanie tronu królewskiego. Tron jest używany do dziś w czasie wygłaszania przez króla Holandii mowy tronowej w dniu Prinsjesdag.

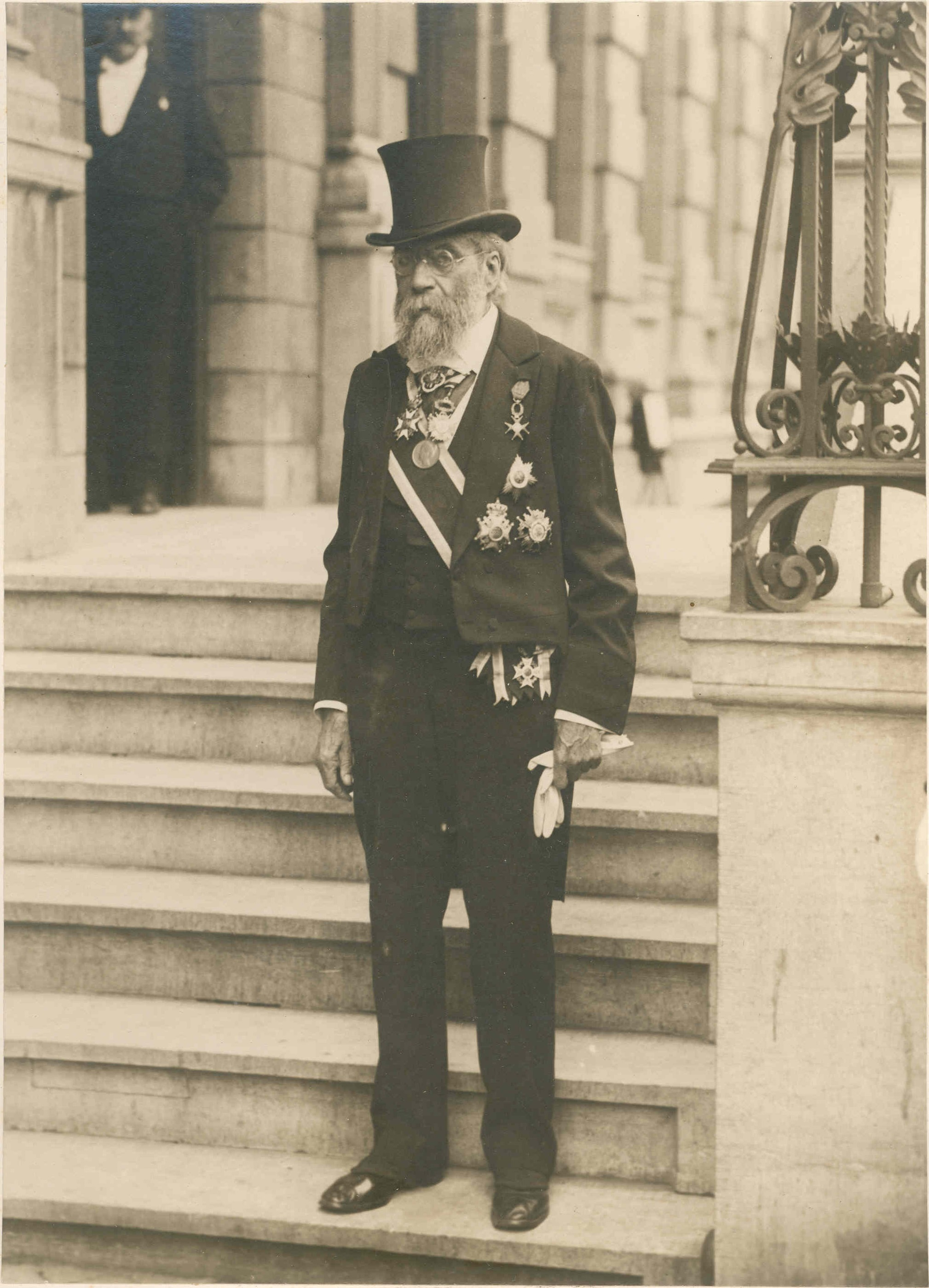
Pierre Cuypers z Medalem Honorowym za Przedsiębiorczość i Talent na szyi oraz insygniami orderów.